# Fabio Gallo
Fabio Gallo (Bollate, 11 settembre 1970) è un allenatore di calcio ed ex calciatore italiano, di ruolo centrocampista, tecnico del Vicenza.

## Carriera

### Giocatore
Cresciuto nelle giovanili dell'Inter, con cui ha conquistato il titolo di campione italiano negli Allievi e nella Primavera (di cui era capitano), è stato anche campione europeo con la Nazionale Under 16 (pure in veste di capitano) e ha conquistato il quarto posto ai Mondiali Under 16 disputatisi in Canada. Con la maglia nerazzurra disputa spesso amichevoli con la prima squadra senza mai riuscire ad esordire in gare ufficiali.
Dopo un inizio di carriera in squadre delle categorie inferiori, con Oltrepò in Serie C2 e Spezia in Serie C1, nel 1992 passa al Brescia, con cui milita per tre stagioni e conquista la promozione in Serie A, categoria mantenuta per due anni non consecutivi.
Nell'estate 1995, dopo la 2º retrocessione del Brescia, viene acquistato dall'Atalanta, nel frattempo promossa nel massimo livello calcistico in quell'anno. Come testimoniano le 156 presenze in sei stagioni, ne diviene presto un elemento inamovibile: con Marco Sgrò forma la coppia degli architetti di un centrocampo che fa sognare i tifosi bergamaschi.
Nel 2001 viene ceduto alla Ternana che disputa la Serie B 2001-2002 e, nel corso della stessa annata, durante la sessione invernale di mercato, al Como, con cui conquista la promozione nel massimo campionato, inoltre da capolista.
L'anno successivo passa al Treviso, sempre tra i cadetti. Con i veneti diventa capitano e conquista una storica promozione in Serie A nel 2004-2005, dopo la retrocessione a tavolino del Genoa e i fallimenti di Perugia e Torino. Proprio durante la stagione successiva si accasa all'appena rifondato club granata di Urbano Cairo, con cui centra, per la quinta volta nella sua carriera da calciatore, la promozione nella massima serie, giocandola successivamente.
Conclude l'attività agonistica tra le file del Novara nel 2009, in Lega Pro Prima Divisione.

### Allenatore
Nel corso della stessa estate consegue il patentino di allenatore di seconda categoria e viene ingaggiato dall'Atalanta come allenatore degli Allievi Nazionali.
Nell'estate del 2011, dopo la partenza di Valter Bonacina, gli viene affidato l'incarico di allenare la Primavera atalantina.
Nella stessa estate consegue il patentino di prima categoria UEFA PRO licence.
Nel giugno 2012 viene ingaggiato dalla Giacomense, club di Lega Pro Seconda Divisione, dal quale viene esonerato il 5 dicembre dello stesso anno.
Chiamato nell'estate del 2013 al Brescia, sua ex squadra, a fare l'allenatore in seconda di Marco Giampaolo, avuto al Treviso come vice allenatore, il 3 luglio al raduno dei biancoazzurri scatta la protesta degli ultrà che gli rimproverano alcune dichiarazioni anti-Brescia fatte al momento del passaggio ai rivali storici dell'Atalanta nel 1995. Il 6 luglio Gallo prova a spiegarsi faccia a faccia con gli ultrà ma questi non cambiano idea sul suo conto. Vincono gli ultrà e il 12 luglio Gallo annuncia di aver rinunciato all'incarico nel Brescia.
Dopo i fatti di Brescia decide di allontanarsi dal calcio lavorando come consulente finanziario.
Nel luglio del 2014 viene ingaggiato dal club ligure dello Spezia, del quale fu giocatore nel 1991-1992, che lo pone alla guida della formazione Primavera. La sua prima stagione è ottima: porta la squadra alle final eight per la prima volta nella sua storia venendo eliminato al primo turno dalla Roma; al torneo di Viareggio raggiunge i quarti di finale venendo estromesso dalla Fiorentina (3-0). Nell'edizione successiva non riesce a ripetere l'exploit in campionato, ma migliora l'esperienza al Torneo di Viareggio della stagione precedente portando gli aquilotti fino in semifinale, contro la Juventus, disputatasi allo stadio Picco dove i bianconeri si impongono soltanto ai tiri di rigore. Al termine dell'annata regolare la società interrompe il rapporto di lavoro con il tecnico.
L'8 giugno 2016 diventa il nuovo allenatore del Santarcangelo, con cui ha un accordo verbale per un anno; tuttavia undici giorni dopo rinuncia alla panchina dei Clementini.
Il 22 giugno seguente firma un contratto annuale con il Como, dopo l'ultima esperienza da giocatore nel 2002. Al termine della stagione, nonostante la qualificazione ai play-off nel proprio girone della Lega Pro 2016-2017, non viene confermato nell'incarico. La squadra si vedrà poi costretta a rinunciare all'iscrizione tra i professionisti.
Il 14 giugno 2017 lo Spezia annuncia di avergli affidato la panchina della prima squadra, che si appresta ad affrontare la Serie B 2017-2018, tornando così nella società ligure a distanza di un solo anno. Con i liguri, Gallo firma un annuale con opzione per la stagione successiva. Dopo aver concluso il campionato al decimo posto, non viene confermato sulla panchina spezzina.
Il 14 febbraio 2019 viene ingaggiato dalla Ternana nel campionato di Serie C 2018-2019, per sostituire l'esonerato Alessandro Calori. Era già stato un calciatore in rossoverde nel 2001-2002. Il 14 luglio 2020 lascia la squadra umbra.
Il 5 febbraio 2021 viene nominato nuovo tecnico del Potenza, sostituendo l'esonerato Ezio Capuano. Al suo arrivo la squadra lucana si trova in zona play-out, ma grazie ai buoni risultati ottenuti, la conduce alla salvezza diretta con una giornata d'anticipo. Successivamente viene confermato anche per la stagione successiva, ma il 21 ottobre 2021, dopo la sconfitta con la Paganese e con la squadra al penultimo posto in classifica, viene esonerato.
Il 6 febbraio 2022 diventa allenatore in seconda della nazionale dell'Azerbaigian, allenata dal connazionale Gianni De Biasi.
Il 4 ottobre 2022 viene nominato nuovo tecnico del Foggia, che con 4 punti si trova al penultimo posto nel girone C della Serie C, firmando un contratto fino a fine stagione. Il 15 ottobre, dopo la sconfitta contro la Gelbison all’esordio, ottiene la sua prima vittoria contro il Crotone. Il 22 febbraio 2023, con la squadra al quarto posto, rassegna le dimissioni da allenatore dei satanelli per contrasti con la proprietà.
Il 20 settembre 2023, Gallo viene nominato nuovo tecnico della Virtus Entella, in Serie C, che in quel momento si trova al penultimo posto nel girone B con due punti dopo quattro turni. Dopo aver perso le prime due gare contro Arezzo (1-2) e Carrarese (2-0), l’8 ottobre vince la sua prima partita in casa contro l’Olbia per 3-1 cui seguono altre due vittorie contro Gubbio (2-1) e  Fermana (0-2). Termina la stagione al tredicesimo posto con 45 punti (43 punti conquistati in 34 gare), ottenendo la salvezza solo all’ultima giornata; il 4 maggio 2024 rinnova il proprio contratto fino al 2026. Inizia la stagione seguente con l'eliminazione al secondo turno di Coppa Italia Serie C per mano della Giana Erminio. Il 24 novembre in occasione della vittoria interna con il Campobasso (3-0) tocca quota 100 partite vinte da allenatore su 268. Dopo un testa a testa con la Ternana durato diverse settimane, nel finale del campionato gli umbri rimediano tre sconfitte consecutive che facilitano la promozione dell’Entella in Serie B ancor prima di giocare la terzultima partita di campionato dopo la quale consolidano un distacco di ben 11 punti. Termina il campionato con 83 punti, 9 in più rispetto alla diretta inseguitrice, e con una striscia di 32 risultati utili consecutivi iniziata a settembre dopo l’unica sconfitta rimediata con il Pescara.
Tra i record della squadra di Gallo vi sono il miglior rendimento casalingo e in trasferta (44 e 39 punti), il maggior numero di vittorie (23), il secondo miglior attacco e la seconda miglior difesa, 83 punti (record assoluto per i chiavaresi) oltre alla striscia di risultati utili consecutivi (32). Il 17 maggio, dopo il pareggio interno con l'Avellino (1-1), battendo il Padova (0-1) vince anche la Supercoppa Serie C 2025, la prima in assoluto per l’Entella, chiudendo la stagione da imbattuto fuori casa. Tuttavia, il 24 giugno seguente, rescinde il contratto con il club chiavarese, non essendoci una totale condivisione sullo sviluppo del progetto e sul ruolo di allenatore-manager propostogli dalla società.
Il 26 giugno 2025, viene ufficialmente ingaggiato come nuovo tecnico del Vicenza, di nuovo in Serie C, con cui firma un contratto biennale.

## Statistiche

### Statistiche da allenatore
Statistiche aggiornate al 17 maggio 2025. In grassetto le competizioni vinte.
| Stagione              | Squadra               | Campionato            | Campionato | Campionato | Campionato | Campionato | Coppe nazionali | Coppe nazionali | Coppe nazionali | Coppe nazionali | Coppe nazionali | Coppe continentali | Coppe continentali | Coppe continentali | Coppe continentali | Coppe continentali | Altre coppe | Altre coppe | Altre coppe | Altre coppe | Altre coppe | Totale | Totale | Totale | Totale | % Vittorie | Piazzamento   |
| Stagione              | Squadra               | Comp                  | G          | V          | N          | P          | Comp            | G               | V               | N               | P               | Comp               | G                  | V                  | N                  | P                  | Comp        | G           | V           | N           | P           | G      | V      | N      | P      | %          | Piazzamento   |
| --------------------- | --------------------- | --------------------- | ---------- | ---------- | ---------- | ---------- | --------------- | --------------- | --------------- | --------------- | --------------- | ------------------ | ------------------ | ------------------ | ------------------ | ------------------ | ----------- | ----------- | ----------- | ----------- | ----------- | ------ | ------ | ------ | ------ | ---------- | ------------- |
| lug.-dic. 2012        | Giacomense            | 2D                    | 14         | 2          | 5          | 7          | CI-LP           | 3               | 1               | 0               | 2               | -                  | -                  | -                  | -                  | -                  | -           | -           | -           | -           | -           | 17     | 3      | 5      | 9      | 17,65      | Eson.         |
| 2016-2017             | Como                  | LP                    | 38+1       | 15         | 14         | 9+1        | CI+CI-LP        | 2+3             | 1+2             | 0+0             | 1+1             | -                  | -                  | -                  | -                  | -                  | -           | -           | -           | -           | -           | 44     | 18     | 14     | 12     | 40,91      | 6º            |
| 2017-2018             | Spezia                | B                     | 42         | 13         | 14         | 15         | CI              | 2               | 1               | 0               | 1               | -                  | -                  | -                  | -                  | -                  | -           | -           | -           | -           | -           | 44     | 14     | 14     | 16     | 31,82      | 10º           |
| feb.-giu. 2019        | Ternana               | C                     | 14         | 1          | 9          | 4          | CI-C            | -               | -               | -               | -               | -                  | -                  | -                  | -                  | -                  | -           | -           | -           | -           | -           | 14     | 1      | 9      | 4      | &7,14      | Sub., 12º     |
| 2019-2020             | Ternana               | C                     | 30+4       | 14+1       | 9+3        | 7          | CI-C            | 8               | 6               | 1               | 1               | -                  | -                  | -                  | -                  | -                  | -           | -           | -           | -           | -           | 42     | 21     | 13     | 8      | 50,00      | 5º            |
| Totale Ternana        | Totale Ternana        | Totale Ternana        | 48         | 16         | 21         | 11         |                 | 8               | 6               | 1               | 1               |                    | -                  | -                  | -                  | -                  |             | -           | -           | -           | -           | 56     | 22     | 22     | 12     | 39,29      |               |
| feb.-giu. 2021        | Potenza               | C                     | 15         | 6          | 4          | 5          | CI              | -               | -               | -               | -               | -                  | -                  | -                  | -                  | -                  | -           | -           | -           | -           | -           | 15     | 6      | 4      | 5      | 40,00      | Sub., 13º     |
| ago.-ott. 2021        | Potenza               | C                     | 10         | 1          | 4          | 5          | CI-C            | 1               | 0               | 1               | 0               | -                  | -                  | -                  | -                  | -                  | -           | -           | -           | -           | -           | 11     | 1      | 5      | 5      | &9,09      | Eson.         |
| Totale Potenza        | Totale Potenza        | Totale Potenza        | 25         | 7          | 8          | 10         |                 | 1               | 0               | 1               | 0               |                    | -                  | -                  | -                  | -                  |             | -           | -           | -           | -           | 26     | 7      | 9      | 10     | 26,92      |               |
| ott. 2022-feb. 2023   | Foggia                | C                     | 22         | 11         | 6          | 5          | CI-C            | 5               | 3               | 1               | 1               | -                  | -                  | -                  | -                  | -                  | -           | -           | -           | -           | -           | 27     | 14     | 7      | 6      | 51,85      | Sub., Dimiss. |
| set. 2023-2024        | Virtus Entella        | C                     | 34         | 11         | 10         | 13         | CI-C            | 2               | 1               | 0               | 1               | -                  | -                  | -                  | -                  | -                  | -           | -           | -           | -           | -           | 36     | 12     | 10     | 14     | 33,33      | Sub., 13º     |
| 2024-2025             | Virtus Entella        | C                     | 38         | 23         | 14         | 1          | CI-C            | 2               | 1               | 0               | 1               | -                  | -                  | -                  | -                  | -                  | SC-C        | 2           | 1           | 1           | 0           | 42     | 25     | 15     | 2      | 59,52      | 1º (prom.)    |
| Totale Virtus Entella | Totale Virtus Entella | Totale Virtus Entella | 72         | 34         | 24         | 14         |                 | 4               | 2               | 0               | 2               |                    | -                  | -                  | -                  | -                  |             | 2           | 1           | 1           | 0           | 78     | 37     | 25     | 16     | 47,44      |               |
| 2025-2026             | Vicenza               | C                     | 0          | 0          | 0          | 0          | CI+CI-C         | 2+0             | 1+0             | 0+0             | 1+0             | -                  | -                  | -                  | -                  | -                  | -           | -           | -           | -           | -           | 2      | 1      | 0      | 1      | 50,00      | in corso      |
| Totale carriera       | Totale carriera       | Totale carriera       | 262        | 98         | 92         | 72         |                 | 30              | 17              | 3               | 10              |                    | -                  | -                  | -                  | -                  |             | 2           | 1           | 1           | 0           | 294    | 116    | 96     | 82     | 39,46      |               |

## Palmarès

### Giocatore

#### Competizioni giovanili
- Campionato Allievi Nazionali: 1

Inter: 1986-1987
- Campionato Primavera: 1

Inter: 1988-1989

#### Competizioni nazionali
- Campionato italiano di Serie B: 1

Como 2001-2002
- Campionato italiano Serie C1: 1

Treviso: 2002-2003 (girone A)
- Supercoppa di Lega di Serie C: 1

Treviso: 2003

#### Competizioni internazionali
- Coppa Anglo-Italiana: 1

Brescia: 1993-1994

### Allenatore

#### Competizioni nazionali
- Serie C: 1

Virtus Entella: 2024-2025 (girone B)
- Supercoppa Serie C: 1

Virtus Entella: 2025